# Canon EF 28mm
Canon EF 28mm - obiektywy szerokokątne firmy Canon o ogniskowej 28 mm, przeznaczone dla aparatów Canon EOS.
Produkowane są dwa obiektywy tego typu, jeden o najniższej wartości przysłony f/1,8, a drugi f/2,8, oba nadal pozostają w sprzedaży.

## EF28mmf/1.8 USM
Wprowadzony do sprzedaży we wrześniu 1995 roku, jeden z najszybszych szerokokątnych obiektywów serii EF, szybszy od niego jest tylko Canon EF 24mm f/1.4 L II USM. Posiada silnik soniczny co pozwala na stałą możliwość ręcznej korekcji ustawienia ostrości nawet w trybie autofocus.  Krytykowany jest za "miękki" obraz przy maksymalnym otwarciu przesłony i występowanie wyraźnej aberracji chromatycznej.

## EF28mmf/2.8
Wprowadzony do sprzedaży w kwietniu 1987.  Ma znacznie lżejszą konstrukcję od swojego jaśniejszego odpowiednika f/1.8 USM i nie jest wyposażony w silnik soniczny.  Pomimo bardziej oszczędnej i tańszej konstrukcji obraz uzyskiwany z tego obiektywu jest porównywalny do tego z f/1.8 USM, a według niektórych recenzentów nawet go przewyższa.